# Saint-Aubert
Saint-Aubert là một xã ở tỉnh Nord ở miền bắc nước Pháp. Xã này có diện tích 8,12 km², dân số năm 1999 là 1445 người. Khu vực này có độ cao trung bình mét trên mực nước biển.